# Long Creek, Illinois
Long Creek är en ort (village) i Macon County i Illinois. Vid 2020 års folkräkning hade Long Creek 1 261 invånare.